# Zeitorientierte Wettbewerbsstrategien
Unter zeitorientierten Wettbewerbsstrategien werden in der Betriebswirtschaftslehre, insbesondere im strategischen Marketing und Innovationsmanagement, Strategien analysiert, die sich mit dem Zeitpunkt der Markteinführung von (neuen) Produkten beschäftigen. Gegensätzliche Positionen in Bezug auf den Markteintritt sind die Pionierstrategie einerseits und die Folgerstrategie andererseits.

## Begriffe
- Bei Pionierunternehmen (englisch: First Mover oder kurz First) steht einem Neuprodukt zum Zeitpunkt der Markteinführung kein technisch vergleichbares Konkurrenzprodukt gegenüber.[1] Mit einer Pionierstrategie versuchen Unternehmen, durch frühzeitige Markteinführung einen Wettbewerbsvorteil zu erzielen (First Mover Advantage, kurz FMA). Konkrete Beispiele für die Pionierstrategie sind der Personal Digital Assistant „Newton“ von Apple (1993)[2] und das Pkw-Antiblockiersystem von Bosch (1978).[3]

- Ein Folgerunternehmen (englisch: Late Mover oder Follower) kommt erst nach dem Pionierunternehmen auf den Markt. Eine Folgerstrategie zielt auf Wettbewerbsvorteile durch einen späteren Markteintritt. Beispiele für Unternehmen als Follower sind IBM auf dem Markt für Personal Computer (1981, Konkurrenz zu Apple II, 1977)[4] und Siemens auf dem Markt für Nierensteinzertrümmerer (1986, Konkurrenz zu Dorniers Nierensteinzertrümmerer, 1980).[5] Folgerunternehmen werden häufig zusätzlich kategorisiert in:
  - Frühe gegen späte Folger: Frühe Folger starten bereits relativ kurz nach dem Pionierunternehmen den Verkauf von Konkurrenzprodukten. Späte Folger treten erst in Märkte ein, wenn technische und wirtschaftliche Anfangsprobleme beseitigt sind und bereits eine größere Zahl von Anbietern existiert. Allerdings werden objektive Abgrenzungskriterien laut Gerpott in der Literatur kaum genannt.[6]
  - Imitierende versus modifizierende Folger: Ein imitierender Folger ahmt die Produktinnovation des Pionierunternehmens nach. Eigenschaften des Pionier- bzw. Originalproduktes werden weitgehend übernommen. Ein modifizierender Folger behält zwar die vom First eingeführte Produkttechnologie bei, bietet aber selbst ein spürbar verbessertes Produkt an.[7]

Häufig wird in der Literatur nicht nur der (aller)erste Anbieter als First von den Folgern abgegrenzt, sondern frühe Anbieter werden von Nachzüglern unterschieden (Early Movers versus Late Movers).

## Chancen der Pionierstrategie
Sowohl angebots- als auch nachfrageseitig können sich bei einer Pionierstrategie Wettbewerbsvorteile ergeben:
- Kostenvorteile und Erfahrungskurve: Erfolgreiche Pioniere können höhere Marktanteile und höhere Absatzmengen erzielen. Dies kann entsprechend dem Erfahrungskurven-Konzept zu günstigeren Stückkosten führen. Daraus kann sich die Möglichkeit einer Abschreckungsstrategie durch Limit Pricing (Kampfpreise) gegenüber Folgern ergeben.
- Sicherung knapper Ressourcen: Pioniere können Ressourcen frühzeitig „besetzen“ und in günstigen Fällen exklusiv nutzen. Beispiele sind langfristige Beziehungen zu Lieferanten und Handelspartnern.
- Verwertungsexklusivität durch Schutzrechte: Gelingt es dem Pionier, seine neuen Verfahren und Produkte über Patente umfassend zu schützen, kann er Folger vom Wettbewerb fernhalten oder über Lizenzverträge profitieren.
- Setzen technologischer Standards: Frühen Anbietern bieten sich größere Einflussmöglichkeiten auf die Durchsetzung von (Quasi-)Standards.
- Aufbau von Imagevorteilen bei den Kunden: Innovative Pioniere haben die Chance auf Reputationsvorteile („Technikpionier“ etc.).
- Erzielen höherer Preise: Treffen Pioniere als temporäre „Quasi-Monopolisten“ mit ihren Produkten auf die Nachfrage früher Käufer, können relativ hohe Verkaufspreise erzielt werden.

## Chancen der Folgerstrategie
Die Pionierstrategie führt nicht zwangsläufig zu dauerhaftem Markterfolg. Häufig resultiert der Erfolg von Folgerunternehmen mit den Risiken, die für Pionierunternehmen bestehen:
- Freerider-Effekte: Folger können von Investitionen des Pioniers in die Marktentwicklung profitieren, z. B. wenn der Aufbau einer neuen Infrastruktur erforderlich ist oder Skepsis der Kunden gegenüber einer neuen Produktart zu beseitigen sind.
- Fehlervermeidung und Cherry-Picking: Folger können ablehnende Kundenreaktionen beobachten und Fehler der Pioniere vermeiden. Die Strategie von Folgerunternehmen, sich auf Märkte zu konzentrieren, die sich aufgrund der Aktivitäten von Pionierunternehmen als attraktiv erwiesen haben, bezeichnet man als Cherry-Picking.
- Trägheit von Pionieren: Zunächst erfolgreiche Pioniere können träge werden und davor zurückschrecken, erste erfolgreiche Produktgenerationen rechtzeitig abzulösen.[12] Dies gibt (modifizierenden) Folgern die Chance, frühe Marktführer zu überholen.

## Einfluss der Marktsituation
Die Chancen einer Pionierstrategie bzw. Risiken einer Folgerstrategie sind von der spezifischen Markt- und Wettbewerbssituation, aber auch den Produkteigenschaften abhängig. Die Erfolgswahrscheinlichkeit einer Pionierstrategie steigt unter anderem …
- … bei einem schnellen Preisverfall,
- … bei einem schnellen Diffusionsverlauf der neuen Produktart,
- … bei einer kurzen Vermarktungsdauer (kurzer Marktzyklus),
- … bei bereits bekannten Kundengruppen für das neue Produkt,
- … bei stark ausgeprägten Netzeffekten,
- … bei einer hohen technologischen Produktkomplexität.

## Empirische Ergebnisse
In den 1970er und 1980er Jahren dominierten in der wissenschaftlichen Diskussion empirische Arbeiten, die mehrheitlich einen Vorteil der Pionierstrategie stützten. Vor allem die Studien von Tellis/Golder zeigten in den 1990er Jahren Nachteile der Pionierstrategie. Eine generelle Vorteilhaftigkeit der Pionierstrategie gegenüber der Folgerstrategie ist somit laut Gerpott nicht gegeben.